# Salomon Löfvenskiöld
Salomon Löfvenskiöld, född den 26 december 1764 i Östra Dagsås i Halland, död den 25 februari 1850 i Stockholm, var en svensk friherre, officer och ämbetsman.

## Biografi
Salomon Löfvenskiöld härstammade från den svenska adelsätten Löfvenskjöld. Han började sin karriär i krigsmakten och erhöll sin officersfullmakt 1779, tjänstgjorde från 1789 som adjutant hos general Johan Christopher Toll, och blev 1797 utnämnd till överadjutant hos kungen, Gustav IV Adolf samt till major vid armén.
1801 utnämndes han till landshövding i Örebro län. Under 1809 då Georg Adlersparre med den Västra Arméns Värmländska fördelning tågade mot Stockholm för att avsätta kungen, blev Löfvenskiöld satt i husarrest av revolutionärerna för att inte orsaka några problem.
Under Riksdagen i Örebro 1810 höll han i organisationen och blev utnämnd till friherre. Efter detta fortsatte hans raska avancemang inom staten, 1816 blev han president i Bergskollegium, 1818 president i Kammarkollegium och 1829 erhöll han så titeln en av rikets herrar. 1830 begärde han avsked från Kammarkollegium.